# Teresa Verzeri
Filha primogênita  de Antônio Verzeri e da condessa Helena Pedrocca Grumelli, duas famílias nobres do norte da Itália, irmã de Catarina, Jerônimo, Maria, Antônia e Judite.
Teresa Eustochio Verzeri (Bérgamo, 31 de julho de 1801 — Brescia, 3 de março de 1852) foi uma religiosa italiana e fundadora de ordem religiosa católica. Era uma senhora de origem nobre de Bergamo que, em 1820, fundou a Congregação das Filhas do Sagrado Coração de Jesus. Foi canonizada pela Igreja Católica.
Foi uma das mais fervorosas defensoras da autonomia econômica e organizativa das congregações femininas de então, foi a primeira fundadora a pedir expressamente e a obter a administração direta dos bens da instituição que fundou e autorização para que a congregação tivesse uma superiora-geral de característica não monástica, ou seja, de vida ativa, o que no seu tempo era proibido pela Santa Sé. É considerada uma pioneira das religiosas de vida ativa.